# Лермонтово (Пензенська область)
Лермонтово (кол. Тархани) — село у складі Пензенської області. В селі — помістя, в якому виховувався російський поет Михайло Лермонтов. У Лермонтові його поховано. У 1950-их роках в селі засновано Державний літературний музей-заповідник, який став місцем проведення численних лермонтознавчих конференцій.